# Židikai
Židikai (žemaitsky: Žėdėkā) je městečko v Telšiaiském kraji v Litvě.

## Poloha
Židikaj se nachází 21 km západně od okresního města Mažeikiai a je centrem Židikaiské seniūnije. Židikai leží na rozvodí říček Lašišupis (na západ od městečka) a Dubupis (na východ), obě říčky jsou přítokem Kvistė. Městysem prochází silnice č. 170 Skuodas – Mažeikiai. Směrem k jihu se od ní odvětvuje silnice č. 207 Židikai – Seda, směrem k severu silnice místního významu č. 2703 Židikai – Ritinė – Pikeliai a z ní se ještě ve městě odvětvuje více k západu silnice č. 2713 Židikai – Skliaustė – hranice s Lotyšskem.

## Památky a infrastruktura

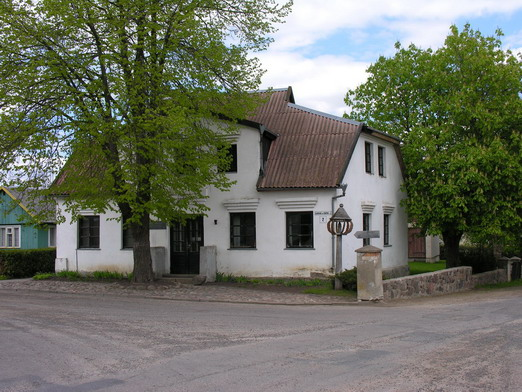
Pamětní síň Šatrijos Ragana

Během sovětské éry Židikai relativně prosperovalo, stará část zůstala uchráněna a je městskou památkovou zónou. V městečku je katolický kostel Svatého Jana Křtitele (postaven roku 1812 – předtím v tom místě stála od roku 1636 jezuitská dřevěná kaple; v moderní zděné kapli při kostele je pochována litevská spisovatelka Marija Pečkauskaitė (1877–1930), známá  pod pseudonymem Šatrijos Ragana, která zde měla patnáct let svůj domov; při hřbitově je Kaple Svaté Anny, dále je ve městě střední škola/gymnázium Marije Pečkauskaitė, tři obchody, poliklinika, zubní ordinace, hasičská zbrojnice, pošta (PSČ – LT-89071), lékárna, benzinová čerpací stanice. Dále je zde muzeum Marije Pečkauskaitė (založeno v roce 1974), kulturní dům s městskou knihovnou, filiálka Mažeikiaiské hudební školy v Židikái.

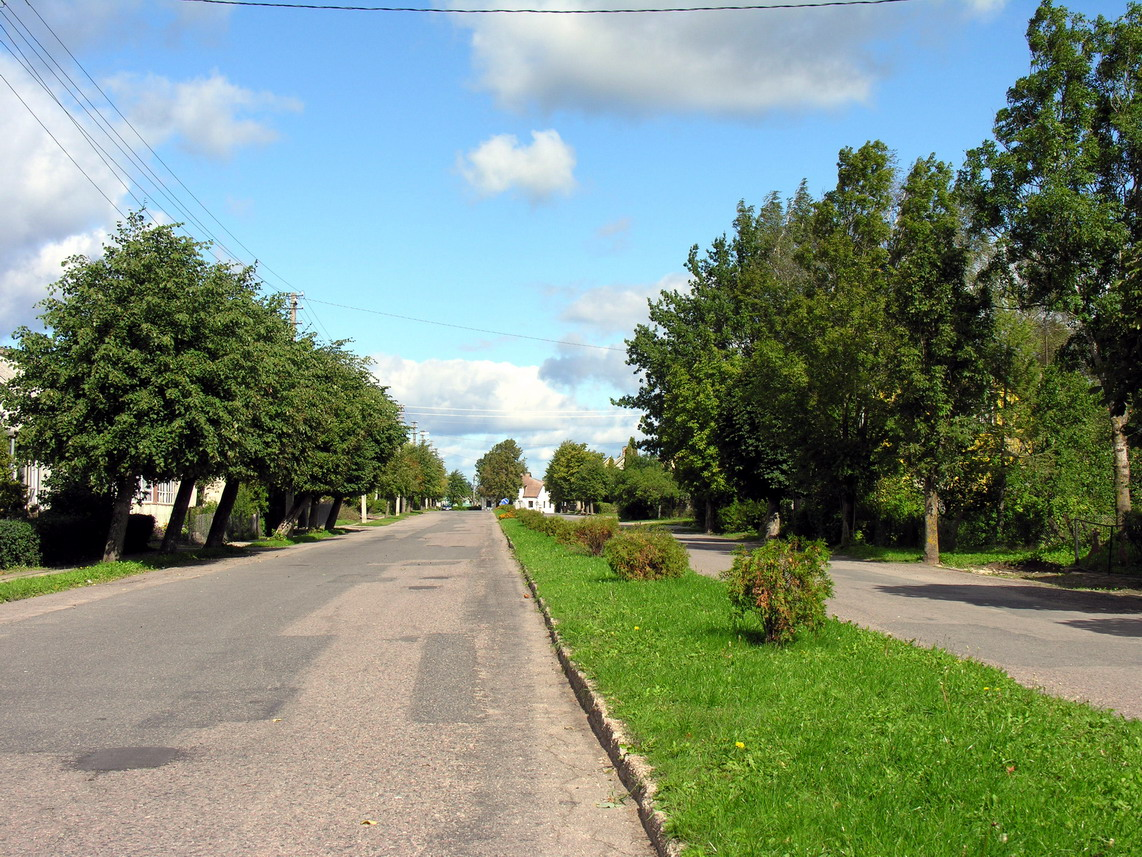
Ulice Marije Pečkauskaitė je hlavní dopravní tepnou

## Etymologie
Název Židikai je etymologicky velmi izolovaný, nemá obdoby v litevštině. Nejpravděpodobněji lze odvozovat od osobního jména Židikas, ačkoliv i s tímto příjmením se v moderní době nesetkáváme (existuje například Židonis, Židulis, Židžiūnas). V meziválečném období existoval i alternativní tvar Žydikiai.
Slovo Židikai je v litevštině rodu mužského, číslo množné. Analogie v jednotném čísle neexistuje. Bylo by jí příjmení/osobní jméno Židikas.

## Historie
První písemná zmínka pochází z roku 1568. Od roku 1614 Židikai drželi jezuité z Kražiai. V roce 1659, během severní války, švédská vojska Židikai vypálila. Židé, tvořící početnou komunitu, zahynuli ve druhé světové válce.